# Козакевич Оксана Романівна
Оксана Романівна Козакевич — актриса Львівського академічного театру ім. Леся Курбаса.

## Біографія
Народилася у Львові. Після закінчення школи з 2004 по 2009 Оксана Козакевич навчалася на факультеті культури та мистецтв Львівському Національному університеті ім. Івана Франка на акторському курсі під керівництвом Володимира Кучинського. На третьому курсі навчання по обміну навчалась на майстер-класах з акторської майстерності у Вищій театральній школі імені Людвіга Сольського у Кракові.

## Ролі
Львівський академічний театр ім. Леся Курбаса:
- 2008 Маринька Богодуха, «Чотири, як рідні брати» за Марією Матіос
- 2009 Мірандоліна, «Господиня Z» за Карло Ґольдоні
- 2009 Співачка, «Де поділася душа?» за Луїджі Піранделло та Богданом-Ігорем Антоничем
- 2011 Мавка, «Лісова пісня», Леся Українка[2]
- 2011 Дженіфер, «Ma-na Hat-ta» (Небесна земля)" за п'єсою Інґеборґ Бахман «Добрий бог Мангеттену»
- 2014 Марія, Костюмер, Німфа, «…п'єса Шекспіра „12 ніч“ зіграна акторами далекої від Англії країни що і не знали ніколи слів Шекспіра…», КЛІМ
- 2015 Мерзавка, «Memento vivere» за Роменом Ґарі
- 2015 Сабіна, «Апокрифи» за Лесею Українкою
- 2016 Утрата, «Зимова казка», Вільям Шекспір
- 2016 Кетрін Голлі, «Раптом минулого літа» за Теннессі Вільямсом[3]
- 2018 Вона, «Дихання», Данкан Макміллан
- 2018 Регіна, «Перехресні стежки» за Іваном Франком
- 2019 Анна, «Маркіза de Sade» за мотивами творів Юкіо Місіми
- 2019 «Кабаре Бухенвальд. Вечір 1», КЛІМ[4]

Незалежні театральні проекти:
- 2013 Маріца, «Мама Маріца — дружина Колумба» за Марією Матіос, Львів
- 2015 Юля, «R+J», Сашко Брама
- 2016 «Афродизіак», «Дикий театр», Київ

## Нагороди та відзнаки
- 2019 Найкраща жіноча роль, Премія НСТДУ Львівського міжобласного відділення «Тріумф. Театр. Львів», за роль Регіни у виставі «Перехресні стежки» за Іваном Франком
- 2019 Відзнака Львівської міської ради «Найкращий працівник культури» у сфері театрального мистецтва[5]